# Fiat voluntas tua
La locución latina 'Fiat voluntas tua' traducida literalmente significa hágase tu voluntad. La locución está tomada del Evangelio según Mateo.
Es una de las peticiones de la oración del Padrenuestro (Pater noster en latín) con la que los fieles manifiestan la obediencia a la voluntad de Dios.
La locución se emplea para señalar las ocasiones en que es necesario, de forma figurada, tragar un bocado amargo o, de forma jocosa, acceder a los deseos de otro.

## Entradas relacionadas
- Locuciones latinas

- Datos: Q3744476